# Jason E. Bond
Jason E. Bond est professeur d'entomologie américain et titulaire de la chaire Schlinger de systématique des insectes à l'université de Californie à Davis. Il est auparavant professeur de biologie, directeur du département des sciences biologiques et directeur du musée d'histoire naturelle de l'université d'Auburn à l'université d'Auburn. Lorsqu'il est professeur agrégé au Département de biologie de l'université de l'Est de la Caroline, il découvre l'araignée Myrmekiaphila neilyoungi et de nombreuses autres espèces du genre Aptostichus.

## Biographie
En 1993, il va à l'école de premier cycle à l'université Western Carolina, se spécialisant en biologie. Il poursuit sa maîtrise en biologie (1995) et son doctorat en systématique évolutive et génétique (1999) de Virginia Tech.
Le 6 août 2008, Bond apparait dans The Colbert Report, où il nomme l'araignée Aptostichus stephencolberti d'après l'hôte Stephen Colbert,.

## Taxons nommés en son honneur
- Nesticus bondi Hedin & Milne, 2023

## Quelques taxons décrits
- Antrodiaetus microunicolor (Hendrixson & Bond, 2005)
- Aphonopelma catalina (Hamilton, Hendrixson & Bond, 2016)
- Aphonopelma chiricahua (Hamilton, Hendrixson & Bond, 2016)
- Aphonopelma icenoglei (Hamilton, Hendrixson & Bond, 2016)
- Aphonopelma madera (Hamilton, Hendrixson & Bond, 2016)
- Aphonopelma mareki (Hamilton, Hendrixson & Bond, 2016)
- Aphonopelma parvum (Hamilton, Hendrixson & Bond, 2016)
- Aphonopelma peloncillo (Hamilton, Hendrixson & Bond, 2016)
- Aphonopelma prenticei (Hamilton, Hendrixson & Bond, 2016)
- Aphonopelma superstitionense (Hamilton, Hendrixson & Bond, 2016)
- Apomastus (Bond & Opell, 2002)
- Apomastus kristenae (Bond, 2004)
- Apomastus schlingeri (Bond & Opell, 2002)
- Aptostichus aguacaliente (Bond, 2012)
- Aptostichus angelinajolieae (Bond, 2008)
- Aptostichus anzaborrego (Bond, 2012)
- Aptostichus asmodaeus (Bond, 2012)
- Aptostichus barackobamai (Bond, 2012)
- Aptostichus bonoi (Bond, 2012)
- Aptostichus cabrillo (Bond, 2012)
- Aptostichus cahuilla (Bond, 2012)
- Aptostichus cajalco (Bond, 2012)
- Aptostichus chavezi (Bond, 2012)
- Aptostichus chemehuevi (Bond, 2012)
- Aptostichus chiricahua (Bond, 2012)
- Aptostichus dantrippi (Bond, 2012)
- Aptostichus derhamgiulianii (Bond, 2012)
- Aptostichus dorothealangeae (Bond, 2012)
- Aptostichus edwardabbeyi (Bond, 2012)
- Aptostichus elisabethae (Bond, 2012)
- Aptostichus fisheri (Bond, 2012)
- Aptostichus fornax (Bond, 2012)
- Aptostichus hedinorum (Bond, 2012)
- Aptostichus huntington (Bond, 2012)
- Aptostichus icenoglei (Bond, 2012)
- Aptostichus isabella (Bond, 2012)
- Aptostichus killerdana (Bond, 2012)
- Aptostichus lucerne (Bond, 2012)
- Aptostichus mikeradtkei (Bond, 2012)
- Aptostichus miwok (Bond, 2008)
- Aptostichus muiri (Bond, 2012)
- Aptostichus nateevansi (Bond, 2012)
- Aptostichus pennjillettei (Bond, 2012)
- Aptostichus sarlacc (Bond, 2012)
- Aptostichus satleri (Bond, 2012)
- Aptostichus serrano (Bond, 2012)
- Aptostichus sierra (Bond, 2012)
- Aptostichus sinnombre (Bond, 2012)
- Aptostichus stephencolberti (Bond, 2008)
- Cryptocteniza (Bond & Hamilton, 2020)
- Cryptocteniza kawtak (Bond & Hamilton, 2020)
- Eucteniza cabowabo (Bond & Godwin, 2013)
- Eucteniza caprica (Bond & Godwin, 2013)
- Eucteniza chichimeca (Bond & Godwin, 2013)
- Eucteniza coylei (Bond & Godwin, 2013)
- Eucteniza diablo (Bond & Godwin, 2013)
- Eucteniza golondrina (Bond & Godwin, 2013)
- Eucteniza hidalgo (Bond & Godwin, 2013)
- Eucteniza huasteca (Bond & Godwin, 2013)
- Eucteniza panchovillai (Bond & Godwin, 2013)
- Eucteniza ronnewtoni (Bond & Godwin, 2013)
- Eucteniza rosalia (Bond & Godwin, 2013)
- Eucteniza zapatista (Bond & Godwin, 2013)
- Mallos chamberlini (Bond & Opell, 1997)
- Mallos gertschi (Bond & Opell, 1997)
- Mallos macrolirus (Bond & Opell, 1997)
- Mexitlia altima (Bond & Opell, 1997)
- Myrmekiaphila coreyi (Bond & Platnick, 2007)
- Myrmekiaphila howelli (Bond & Platnick, 2007)
- Myrmekiaphila jenkinsi (Bond & Platnick, 2007)
- Myrmekiaphila millerae (Bond & Platnick, 2007)
- Myrmekiaphila minuta (Bond & Platnick, 2007)
- Myrmekiaphila neilyoungi (Bond & Platnick, 2007)
- Myrmekiaphila tigris (Bond & Ray, 2012)
- Neoapachella (Bond & Opell, 2002)
- Neoapachella rothi (Bond & Opell, 2002)
- Pionothele gobabeb (Bond & Lamb, 2019)
- Promyrmekiaphila winnemem (Stockman & Bond, 2008)
- Stasimopus mandelai (Hendrixson & Bond, 2004)
- Tarsonops irataylori (Bond & Taylor, 2013)
- Theridion ellicottense (Dobyns & Bond, 1996)
- Ummidia anaya (Godwin & Bond, 2021)
- Ummidia brandicarlileae (Godwin & Bond, 2021)
- Ummidia carlosviquezi (Godwin & Bond, 2021)
- Ummidia cerrohoya (Godwin & Bond, 2021)
- Ummidia colemanae (Godwin & Bond, 2021)
- Ummidia cuicatec (Godwin & Bond, 2021)
- Ummidia frankellerae (Godwin & Bond, 2021)
- Ummidia gabrieli (Godwin & Bond, 2021)
- Ummidia gertschi (Godwin & Bond, 2021)
- Ummidia gingoteague (Godwin & Bond, 2021)
- Ummidia hondurena (Godwin & Bond, 2021)
- Ummidia huascazaloya (Godwin & Bond, 2021)
- Ummidia macarthuri (Godwin & Bond, 2021)
- Ummidia matagalpa (Godwin & Bond, 2021)
- Ummidia mercedesburnsae (Godwin & Bond, 2021)
- Ummidia neblina (Godwin & Bond, 2021)
- Ummidia neilgaimani (Godwin & Bond, 2021)
- Ummidia okefenokee (Godwin & Bond, 2021)
- Ummidia paulacushingae (Godwin & Bond, 2021)
- Ummidia pesiou (Godwin & Bond, 2021)
- Ummidia quepoa (Godwin & Bond, 2021)
- Ummidia quijichacaca (Godwin & Bond, 2021)
- Ummidia richmond (Godwin & Bond, 2021)
- Ummidia riverai (Godwin & Bond, 2021)
- Ummidia rodeo (Godwin & Bond, 2021)
- Ummidia rongodwini (Godwin & Bond, 2021)
- Ummidia rosillos (Godwin & Bond, 2021)
- Ummidia tibacuy (Godwin & Bond, 2021)
- Ummidia timcotai (Godwin & Bond, 2021)
- Ummidia tunapuna (Godwin & Bond, 2021)
- Ummidia varablanca (Godwin & Bond, 2021)
- Ummidia waunekaae (Godwin & Bond, 2021)
- Ummidia yojoa (Godwin & Bond, 2021)